# گریسون راسل
گریسون راسل (انگلیسی: Grayson Russell؛ زادهٔ ۲۷ دسامبر ۱۹۹۸) یک هنرپیشه اهل ایالات متحده آمریکا است. وی از سال ۲۰۰۵ میلادی تاکنون مشغول فعالیت بوده‌است.

## فیلم ها
- دفترچه خاطرات یک بی‌عرضه
- دفترچه خاطرات یک بی‌عرضه: حرف، حرف رودریکه
- دفترچه خاطرات یک بی‌عرضه: چله تابستون
- شب‌های تالادگا
- روز مادر